# Alexander Flegler

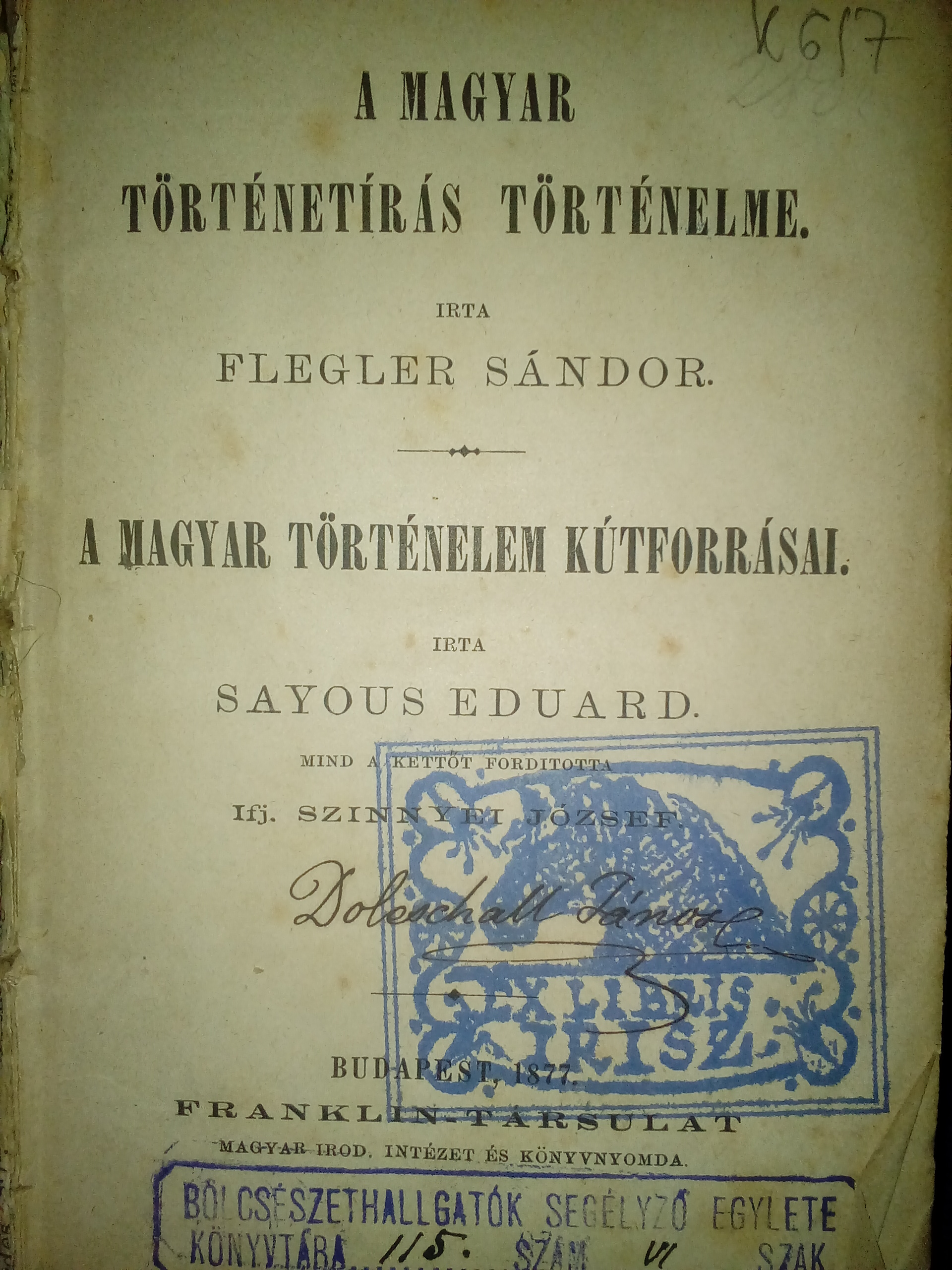

Alexander Flegler, magyarosan Flegler Sándor (Genova, 1804. május 11. – Bensheim, Nassau, 1892. december 12.) svájci származású német történetíró, a Magyar Tudományos Akadémia tiszteleti tagja.

## Élete
Előbb Zürichben működött mint tanár, később Nürnbergben a Germanisches Museumnak volt a múzeumőre. Az 1850-es és 1860-as években Magyarországról sokan meglátogatták és a Magyar Tudományos Akadémia 1858-ban külföldi, a magyar történelmi társulat tiszteleti tagjává választotta. Ennek az volt az oka, hogy Flegler három művel gazdagította irodalmunkat és hogy e munkákat megírhassa, 60 éves korában megtanult magyarul. Még 1849-ben ismerkedett meg Zürichben Szalay Lászlóval és a tőle nyert impresszió alatt adta magát hazai történetünk tanulmányozására.

## Művei
- Szalay László élete és munkái – ifj. Szinnyei József magyarra fordította (Olcsó Könyvtár).
- Kölcsey Ferenc élete – ifj. Szinnyei József magyarra fordította (Olcsó Könyvtár).
- A magyar történetirás történelme. – ifj. Szinnyei József magyarra fordította (Olcsó Könyvtár).
- Die Longobarden in Italien;
- Zur Gesch. der Post
- Agg korában még egy nagy munkához fogott: a «Geschichte der Demokratie» megirásához, amelynek azonban csak az első kötetével készült el.

## Egyéb irodalom
- Századok (1893, 60-61. l.
- az Akadémiában Fleglerrőlről tartott emlékbeszéd.